# Unión civil en el Perú

Países con uniones civiles en Sudamérica.
Uniones civiles para parejas del mismo o de distinto sexo.
Uniones civiles sólo para parejas de distinto sexo.
Sin uniones civiles.

La unión civil es una figura legal del derecho de familia reconocida por el Estado Peruano para parejas heterosexuales en forma de concubinato, aunque no para parejas homosexuales, siendo además uno de los cinco países de América del Sur (junto a Guyana, Paraguay, Surinam y Venezuela) que no cuenta con ninguna legislación a nivel nacional para el reconocimiento de uniones del mismo sexo, ya sea a través del matrimonio igualitario, la unión civil o el registro de parejas de hecho.
Asimismo, en los datos censales del gobierno peruano elaborados por el Instituto Nacional de Estadística e Informática (INEI), no se lleva registro de las parejas del mismo sexo que viven en un mismo hogar, no reconociendo a la familia homoparental, ni tampoco son consideradas como tales para fines estadísticos.

## Historia
Como antecedente al intento de legislar en materia de unión civil entre personas del mismo sexo, en 1993 el congresista Julio Castro Gómez del Movimiento Democrático de Izquierda, miembro del Congreso Constituyente Democrático, propuso el reconocimiento a la unión homosexual en la nueva Constitución. El proyecto fue atacado y no llegó a debatirse en el pleno.
A partir del siglo XXI comenzaron los primeros debates al interior de la sociedad peruana para legislar acerca de las uniones del mismo sexo,  propiciados por grupos de activistas del movimiento LGBTIQ+ en el Perú. Tras la fuerte oposición al matrimonio gay por parte de la Iglesia católica y los sectores más conservadores, fue debatida la idea de permitir una figura legal más restrictiva al matrimonio, especialmente hacia asuntos como la adopción homoparental.
El siguiente intento lo realizó la congresista fujimorista Martha Moyano, quien presentó, sin éxito, en diciembre de 2003 el proyecto de ley 09317/2003-CR para establecer la unión civil entre dos personas del mismo sexo que hayan convivido en relación estable por un período mínimo de un año.
En 2010 el congresista Carlos Bruce propuso el proyecto de ley 03814/2009-CR "Ley de Patrimonio Compartido", mientras que José Augusto Vargas hizo lo propio con el proyecto de ley 04181/2010-CR "Ley que Establece las Uniones Civiles entre Personas del Mismo Sexo". Ambos proyectos de ley fueron archivados al finalizar el periodo legislativo.
En septiembre de 2013, Carlos Bruce volvió a intentarlo y presentó el proyecto de ley n.º 2647/2013-CR "Ley que establece la unión civil no matrimonial para personas del mismo sexo", que contemplaba regular principalmente los temas patrimoniales de las parejas; sin embargo, dicho proyecto de ley fue rechazado y archivado por el Congreso de la República en marzo de 2015. La legalización de la unión civil en Chile y la aprobación federal del matrimonio gay en los Estados Unidos durante ese mismo año reabrieron el debate entre los peruanos con respecto a legislar sobre un reconocimiento legal a parejas homosexuales en el país, que otorgue mayores garantías a las parejas del mismo sexo.
El expresidente del Perú, Pedro Pablo Kuczynski, expresó en varias oportunidades como promesa de su campaña presidencial de 2016 aprobar las uniones civiles homosexuales si salía electo, aunque reafirmó que el matrimonio debe ser «entre un hombre y una mujer». En consecuencia, el 30 de noviembre de 2016, los congresistas de Peruanos Por el Kambio, la agrupación política oficialista de centroderecha, Carlos Bruce y Alberto de Belaúnde, volvieron a presentar un proyecto de ley al Congreso de la República para la unión civil homosexual, que busca crear el cambio de estado civil y reconocer a la familia homoparental como un tipo de familia, regular la seguridad social, bienes patrimoniales en común y herencias, no obstante, no contempla la adopción de menores de edad. Pese a que Martín Vizcarra también expresó su apoyo explícito a la unión civil cuando postuló al cargo de primer vicepresidente constitucional, cuando asumió su mandato presidencial tras la renuncia de su predecesor, no se vieron esfuerzos por parte del Ejecutivo para avanzar en esta materia hasta su vacancia.
Mientras que durante la campaña presidencial para las elecciones de 2021, Yonhy Lescano se mostró a favor de la unión civil, los candidatos Verónika Mendoza, George Forsyth y Julio Guzmán se mostraron a favor del matrimonio igualitario. Por su parte, la candidata Keiko Fujimori manifestó su idea de legislar sobre una «unión patrimonial», que diera el reconocimiento a parejas de hecho que viven juntas.
El 15 de agosto de 2022 el congresista Alejandro Cavero presentó el proyecto de ley n.º 803/2022-CR de unión civil entre parejas heterosexuales y homosexuales, pero con limitaciones, como la adopción homoparental, lo que fue criticado por parte de colectivos LGBT. En noviembre de 2024, el proyecto, elaborado por Cavero conjuntamente con Martha Moyano, de Fuerza Popular, fue aprobado en la Comisión de Justicia con 12 votos a favor, 5 en contra y 5 abstenciones. Esta iniciativa contempla la pensión de sobrevivencia, derechos sucesorios y patrimoniales, la administración conjunta de bienes, y la facultad de decisiones médicas y el derecho a vista en centros penitenciarios. Así mismo, el estado civil no sería modificado y la inscripción de la unión se realizaría en el registro de personas naturales de la Superintendencia Nacional de los Registros Públicos (SUNARP). Sin embargo, la propuesta no cuenta con el respaldo de diversos colectivos y organizaciones a favor del matrimonio igualitario.

## Opinión pública
La población peruana ha sido históricamente considerada como conservadora frente a los asuntos relacionados con la homosexualidad, incluso en mayor medida en comparación a otros países sudamericanos, rechazando mayoritariamente todo tipo de reconocimiento hacia las parejas del mismo sexo y considerándolo como un tema tabú a nivel social. No obstante, se ha experimentado ligeramente una apertura social que ha permitido algunos cambios contra la discriminación con base en la orientación sexual de las personas.
| Fecha              | Encuestadora      | A favor | En contra | No precisa | Ref.   |
| ------------------ | ----------------- | ------- | --------- | ---------- | ------ |
| febrero de 2010    | Ipsos Apoyo       | 18%     | 75%       | 7%         | [ 26 ] |
| febrero de 2011    | CPI               | 20.8%   | 69.5%     | 9.7%       | [ 27 ] |
| febrero de 2011    | Ipsos Apoyo       | 18%     | 76%       | 6%         | [ 28 ] |
| junio de 2012      | Ipsos Apoyo       | 30%     | 63%       | 7%         | [ 29 ] |
| septiembre de 2013 | Ipsos Apoyo       | 30%     | 63%       | 7%         | [ 30 ] |
| septiembre de 2013 | GfK               | 26%     | 65%       | 9%         | [ 31 ] |
| octubre de 2013    | Ipsos Apoyo       | 31%     | 65%       | 4%         | [ 32 ] |
| abril de 2014      | Ipsos Apoyo       | 33%     | 61%       | 6%         | [ 33 ] |
| abril de 2014      | El Comercio-Ipsos | 31%     | 65%       |            | [ 34 ] |
| febrero de 2015    | El Comercio-Ipsos | 35%     | 61%       |            | [ 34 ] |
| marzo de 2015      | El Comercio-Ipsos | 35%     | 59%       |            | [ 34 ] |
| julio de 2015      | El Comercio-Ipsos | 32%     | 64%       |            | [ 34 ] |
| mayo de 2016       | El Comercio-Ipsos | 32%     | 64%       |            | [ 34 ] |
| septiembre de 2016 | Datum             | 28%     | 65%       | 7%         | [ 35 ] |
| febrero de 2017    | Datum             | 28%     | 68%       | 4%         | [ 35 ] |
| junio de 2019      | El Comercio-Ipsos | 36%     | 59%       |            | [ 34 ] |
| junio de 2021      | El Comercio-Ipsos | 38%     | 59%       | 3%         | [ 36 ] |